# Paladilhia roselloi
Paladilhia roselloi is een slakkensoort uit de familie van de Moitessieriidae. De wetenschappelijke naam van de soort is voor het eerst geldig gepubliceerd in 2004 door Girardi.